# 2005 у кіно

## Нагороди

### Оскар
77-ма церемонія вручення премії Американської академії кіномистецтва відбулася 27 лютого 2005 року в Лос-Анджелесі. 
- Найкращий фільм: Крихітка на мільйон доларів
- Найкращий режисер: Клінт Іствуд (Крихітка на мільйон доларів)
- Найкраща акторка: Гіларі Свонк (Крихітка на мільйон доларів)
- Найкращий актор: Джеймі Фокс (Рей)
- Найкраща акторка другого плану: Кейт Бланшетт (Авіатор)
- Найкращий актор другого плану: Морган Фрімен (Крихітка на мільйон доларів)
- Найкращий фільм іноземною мовою: Море всередині (Іспанія)

## Топ 10 Найкасовіших фільмів року
| Місце | Назва                                         | Студія                 | Світові касові збори, $ |
| ----- | --------------------------------------------- | ---------------------- | ----------------------- |
| 1     | Гаррі Поттер і келих вогню                    | Warner Bros.           | 895 921 036             |
| 2     | Зоряні війни. Епізод III. Помста ситхів       | Fox / Lucasfilm        | 848 754 768             |
| 3     | Хроніки Нарнії: Лев, чаклунка і платтяна шафа | Disney / Walden        | 745 011 272             |
| 4     | Війна світів                                  | Paramount / DreamWorks | 591 745 540             |
| 5     | Кінг-Конг                                     | Universal              | 550 517 357             |
| 6     | Мадагаскар                                    | DreamWorks Animation   | 532 680 671             |
| 7     | Містер та місіс Сміт                          | Fox                    | 478 207 520             |
| 8     | Чарлі і шоколадна фабрика                     | Warner Bros.           | 474 968 763             |
| 9     | Бетмен: Початок                               | Warner Bros.           | 372 710 015             |
| 10    | Метод Хітча                                   | Columbia               | 368 100 420             |

## Фільми
Дивись Категорія:Фільми 2005
 Велика Британія
- Два стволи

 Україна
- Злидні
- Подорожні

 США
- 5 травня вийшов фільм режисера Рідлі Скотта «Царство Небесне».

## Персоналії

### Померли

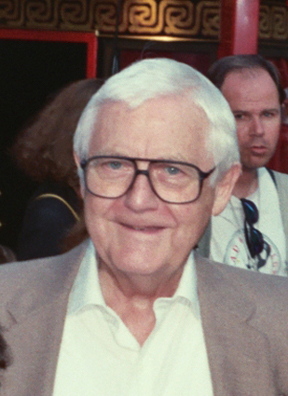
Роберт Вайз (1914—2005)

- 15 січня: Рут Воррік, американська акторка, співачка та політична активістка.
- 17 січня: Вірджинія Майо[en], американська акторка.
- 23 січня: Карасик Юлій Юрійович, радянський російський кінорежисер і сценарист.
- 28 січня: Жак Вільре, французький актор, продюсер.
- 10 лютого: Лєдогоров Ігор Вадимович, радянський і російський актор театру і кіно.
- 20 лютого: Сандра Ді, американська телеакторка українського походження.
- 24 лютого: Прокопович Микола Костянтинович, радянський і російський актор театру і кіно.
- 2 березня: Бірюков Владлен Єгорович, радянський і російський актор театру і кіно.
- 6 березня: Тереза Райт, американська акторка, володарка премії «Оскар» (1943).
- 8 березня: Микола Козленко, український актор.
- 13 березня: Ізмайлова Олена Давидівна, радянська і російська акторка театру та кіно.
- 26 березня: Клара Лучко, українська і радянська кіноакторка.
- 8 квітня: Омелян Савка, український актор.
- 19 квітня: Джордж Косматос, греко-італійський кінорежисер.
- 23 квітня: Джон Міллс[en], англійський актор.
- 26 квітня: Марія Шелл, австрійсько-швейцарська акторка.
- 2 травня: Рене Фор, французька акторка.
- 15 травня: Наталія Гундарєва, російська кіноакторка.
- 19 травня: Грачов Анатолій Дмитрович, радянський і російський актор театру і кіно.
- 24 травня: Король Павло Федорович, радянський і український кінооператор.
- 26 травня: Едді Альберт, американський актор.
- 27 травня: Гудзь Микола Опанасович, радянський і український кіноактор.
- 31 травня: Арчіл Ґоміашвілі, грузинський і російський актор.
- 1 червня: Маріана Димитрова, болгарська акторка та письменниця.
- 6 червня: Енн Бенкрофт, американська акторка.
- 9 червня: Ульянова Інна Іванівна, радянська і російська акторка.
- 15 червня: Сюзанна Флон, французька акторка театру і кіно.
- 11 липня: Френсіс Лангфорд, американська акторка, радіоведуча та співачка.
- 13 липня: Анатолій Дяченко, український актор.
- 17 липня:
  - Спартак Мішулін, російський актор.
  - Джеральдін Фіцджеральд, американська акторка ірландського походження.
- 20 липня: Джеймс Дуган[en]), канадський актор.
- 23 липня: Руслан Ахметов, радянський актор.
- 5 серпня: Анісько Володимир Антонович, радянський і російський актор театру та кіно.
- 6 серпня: Нікулін Валентин Юрійович, радянський, російський актор театру і кіно.
- 8 серпня: Барбара Бел Геддес[en], американська акторка.
- 16 серпня: Тоніно Деллі Коллі, італійський кінооператор.
- 18 серпня: Ельза Радзиня, латвійська акторка.
- 24 серпня: Юрій Саранцев, російський актор.
- 5 вересня: Володимир Грипич, український театральний режисер.
- 14 вересня: Роберт Вайз, американський кінорежисер.
- 25 вересня: Дон Адамс[en], американський актор і режисер.
- 27 вересня: Рональд Голіаф, бразильський кіноактор.
- 10 жовтня: Маргарита Криницина, українська і радянська акторка.
- 26 жовтня: Жані Ольт, французька акторка (нар. 1909).
- 27 жовтня: Володимир Оглоблін, український актор, режисер.
- 28 жовтня: Люба Тадич, сербський та югославський актор театру та кіно.
- 4 листопада: Шері Норт, американська акторка, танцюристка, співачка.
- 5 листопада: Нонна Капельгородська, українська кінокритик, кінознавиця.
- 7 листопада: Трофімов Миколай Миколайович, російський і радянський актор театра і кіно.
- 24 листопада: Пет Моріта[en], американський актор японського походження.
- 30 листопада: Джин Паркер, американська акторка.
- 8 грудня: Жжонов Георгій Степанович, радянський і російський актор театру і кіно.
- 10 грудня: Річард Прайорд, американський актор.
- 26 грудня:
  - Віктор Степанов, російський і український актор.
  - Вінсент Скявеллі[en], американський актор.